# Cimitirul evreiesc din Gura Humorului
Cimitirul evreiesc din Gura Humorului este un cimitir evreiesc din orașul Gura Humorului (județul Suceava). El datează din secolul al XVIII-lea și se află la marginea de nord a orașului (înspre satul Mănăstirea Humorului), la circa 700 m de gară. 
Cimitirul evreiesc din Gura Humorului a fost inclus pe Lista monumentelor istorice din județul Suceava din anul 2015, având codul de clasificare  SV-IV-s-B-05704. 

## Comunitatea evreiască din Gura Humorului

### Situația evreilor sub regimul austriac
Până la începutul secolului al XIX-lea nu au existat evrei la Gura Humorului. Primii evrei s-au stabilit aici în jurul anului 1835 odată cu alte grupuri etnice (cum ar fi germanii emigrați din Boemia). Ei erau de meserie meșteșugari și negustori, lucrând și ca furnizori ai armatei austriece de ocupație. La acea dată, Gura Humorului era o mică localitate cu 200 căsuțe din lemn și cu o populație de aproximativ 700 de locuitori, printre care și 5 familii evreiești. 
În a doua jumătate a secolului al XIX-lea, comunitatea evreiască din Gura Humorului a crescut constant. În anul 1856 s-a organizat cimitir evreiesc care a fost închis în 1919, când s-a deschis unul nou în apropiere. Primul recensământ din 1857 a numărat 190 evrei dintr-o populație totală a localității de 2.703 oameni, reprezentând o pondere de 7,02%. În 1869 numărul evreilor crescuse la 800 (31,50%), în 1880 la 963 (32,54%), în 1890 la 1.206 (34,43%) pentru ca în 1910 să fie de 2.050 (38,53%).
Pe măsură ce rolul localității a crescut (Gura Humorului a primit statutul de târg în 1867, de reședință districtuală în 1893 și de oraș în 1904), comunitatea evreiască din Gura Humorului a început să se dezvolte. În anul 1880 s-a deschis un consiliu cultural evreiesc la Gura Humorului. El a fost condus de marele industriaș Wolf Kleinberg până în 1888, când acesta s-a mutat la Cernăuți. Următorii președinți ai consiliului au fost Itzik Leib Schattner (1888-1903), Markus Markowicz (1903-1904), Saul Ellenbogen (1904), Abraham Fischler (1905-1908), farmacistul Alexander Loebel (1908-1914), Gerenten (1918-1921), dr. Jonas Gartenlaub (1921-1926), Chaim Rachmuth, Anschel Steinhorn, Rafael Mueck și Feiwel Laufer. 
Incendiul din 11 mai 1899 a distrus mai mult de 400 case, inclusiv multe locuințe și prăvălii ale evreilor. Casele evreiești au fost reconstruite cu sprijinul evreilor din America. În 1906, doctorul Scheuermann a înființat prima organizație sionistă care a fost condusă până în 1913 de dr. Abraham Schaerf. Până la al doilea război mondial au mai fost înființate și alte organizații care militau pentru emigrarea evreilor în Palestina. În anul 1908 s-a înființat o școală publică în oraș care a avut în primul an 91 de elevi, dintre care 48 erau evrei. 
În perioada antebelică, cetățenii evrei erau reprezentați în consiliul local, iar între anii 1908-1910 Saul Schieber, proprietarul unui magazin de papetărie, a fost viceprimar al orașului. 
Începerea primului război mondial (1914) a adus cu sine și acțiuni antisemite. În noiembrie 1914 familia negustorului evreu Erler a fost ucisă de coloniștii germani din Boemia. Ocuparea orașului Gura Humorului de către trupele rusești a avut ca efect incendierea a 120 case și prăvălii. 

### Perioada interbelică
După primul război mondial și Unirea Bucovinei cu România, germanii au emigrat în Germania și Austria, același destin urmându-l și o parte dintre evrei. Între anii 1919-1923 s-a trecut la folosirea limbii române în școli și serviciile publice, în locul limbii germane. Pentru a accede la funcții în administrație era necesară o bună cunoaștere a limbii române.
Cu toate acestea, comunitatea evreiască din Gura Humorului a continuat să prospere. Evreii practicau meserii legate de comerț, în special export de cereale și de cherestea, dar erau și meșteșugari (croitori, cizmari, cojocari) sau intelectuali (arhitecți, ingineri, medici și avocați). Meseriile erau transmise de obicei în familie de la tată la fiu. Meserii cum erau cele de agricultori, zidari, dulgheri sau lăcătuși nu erau practicate de evrei. Ei vorbeau în limba idiș, ca și în germană sau în română.
În această perioadă, cu aprobarea tacită a autorităților românești, au fost aleși viceprimari evrei și anume dr. Rafael Mueck (1927-1929) și Elias Ellenbogen (1931-1933). Ultimul dintre ei, proprietar bogat al unui depozit de produse textile, și-a cedat salariul rabinului Ginsberg, pentru ca acesta să-l folosească în operele sale de caritate. 
În 1931 au fost redenumite străzile din Gura Humorului, iar trei străzi au primit numele unor foști președinți ai comunității evreilor: Leib Schattner (1888-1903), Israel Ellenbogen (1904-1905) și Abraham Fischler (1905-1908). Imediat după al doilea război mondial, din nou, trei străzi au fost numite după evrei. 
Conform recensământului din 1930, în orașul Gura Humorului locuiau 6.042 persoane, dintre care 2.425 germani (40,13%), 1.951 evrei (32,29%), 1.357 români (22,45%), 161 polonezi (2,66%), 61 ruteni (1%), 17 cehi și slovaci, 11 armeni, 11 unguri, 7 ruși, 5 țigani, 4 sârbi, croați și sloveni, 3 greci, 28 de alte neamuri și 1 de naționalitate nedeclarată.  Din punct de vedere al religiei, populația era alcătuită din 2.631 romano-catolici (43,54%), 1.951 mozaici (32,29%), 1.280 ortodocși (21,18%), 100 evanghelici (luterani) (1,65%), 25 greco-catolici, 22 lipoveni, 22 adventiști, 4 unitarieni, 4 baptiști, 1 armeano-gregorian, 1 armeano-catolic și 1 de religie nedeclarată.
Venirea la putere în anul 1937 a Guvernului Goga-Cuza a dus la elaborarea de legi cu caracter antisemit care au determinat o serie de persecuții la adresa evreilor: ei erau bătuți pe stradă, siliți să țină prăvăliile deschise de Șabat etc. În iunie 1940, noile legi adoptate de guvernul Ion Gigurtu au prevăzut confiscarea proprietăților, expulzarea din școli și din funcțiile publice a persoanelor de etnie evreiască și interzicerea medicilor evrei să trateze pacienți de alte etnii.

### Războiul și emigrarea postbelică a evreilor
Conform datelor recensământului din 1941, dintre cei 5.883 locuitori ai orașului (inclusiv satele vecine) un număr de 2.771 erau evrei (47.10% din populație). La 10 octombrie 1941, într-o singură zi, un număr de 2.945 evrei au fost deportați din Gura Humorului în lagărele din Transnistria (Moghilev Podolski, Berșad, Șargorod, Obohov, Murafa și Djurin). Mulți dintre ei au pierit acolo din cauza foamei, frigului și muncii forțate pe care au fost nevoiți să o presteze. În primăvara anului 1944 s-au reîntors în orașul devastat de război doar 100 de supraviețuitori. Deoarece casele lor fuseseră distruse total sau parțial, evreii au primit ajutoare de la organizația "Joint".
La sfârșitul anului 1947 au avut loc primele valuri de emigrări ale evreilor humoreni prin Cipru în Palestina. În septembrie au plecat 140 evrei, urmați la 23 decembrie de alți 160. Cu acest al doilea val a plecat și rabinul Mosche Babad.
Numărul evreilor din Gura Humorului era în anul 1948 de 1.158, reprezentând 25,32% din cei 4.573 locuitori ai orașului. Între anii 1948-1951 aproape toți evreii din Gura Humorului au emigrat în noul stat Israel, în oraș rămânând doar puțini locuitori de etnie evreiască. Numărul evreilor a scăzut an de an, comunitatea locală fiind din ce în ce mai îmbătrânită. În prezent, mai trăiesc doar 10 evrei. 

## Cimitirul evreiesc din Gura Humorului
Cimitirul evreiesc din orașul Gura Humorului se află la marginea de nord a orașului, la circa 700 m de gară. El datează din secolul al XVIII-lea. Aici se află 2.000 de pietre funerare, pe care sunt sculptate stele funerare impresionante, precum și leul (simbol al iudaismului).  Printre cei care au fost înmormântați aici se află și Sara Schmidt, mama celebrului tenor cernăuțean Joseph Schmidt (1904-1942), decedată la 31 mai 1950.

## Imagini

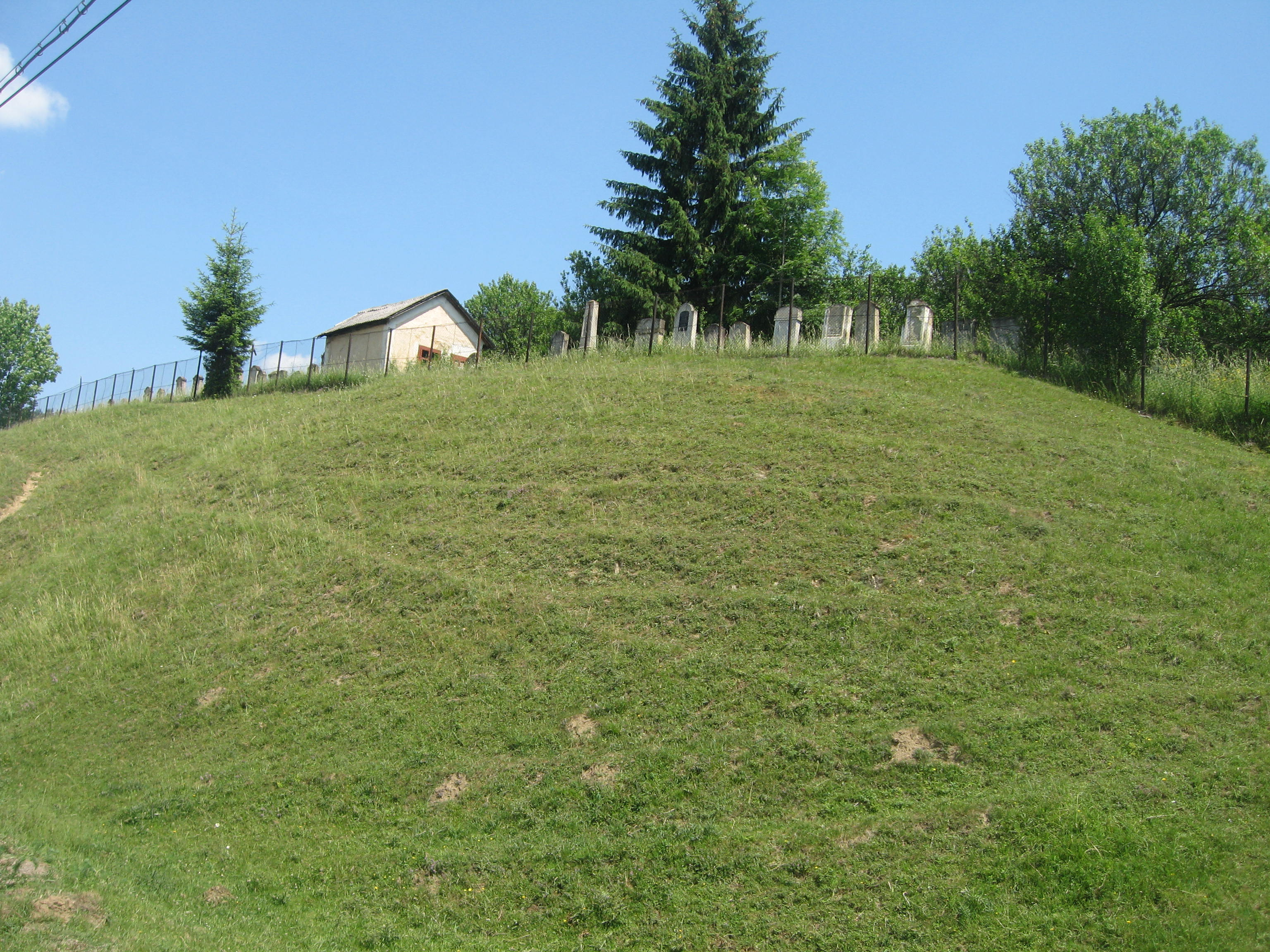
Cimitirul evreiesc din Gura Humorului
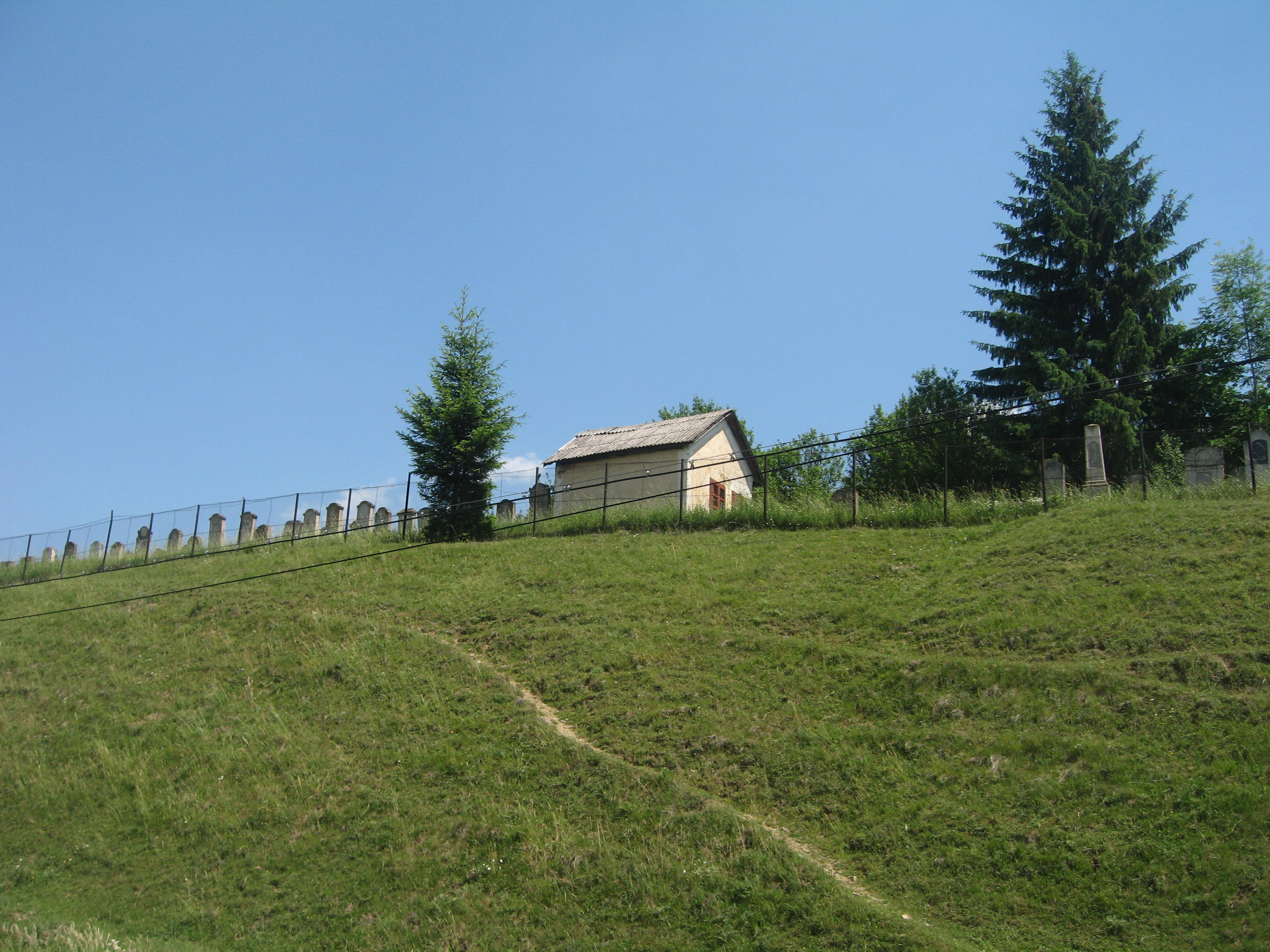
Cimitirul evreiesc din Gura Humorului
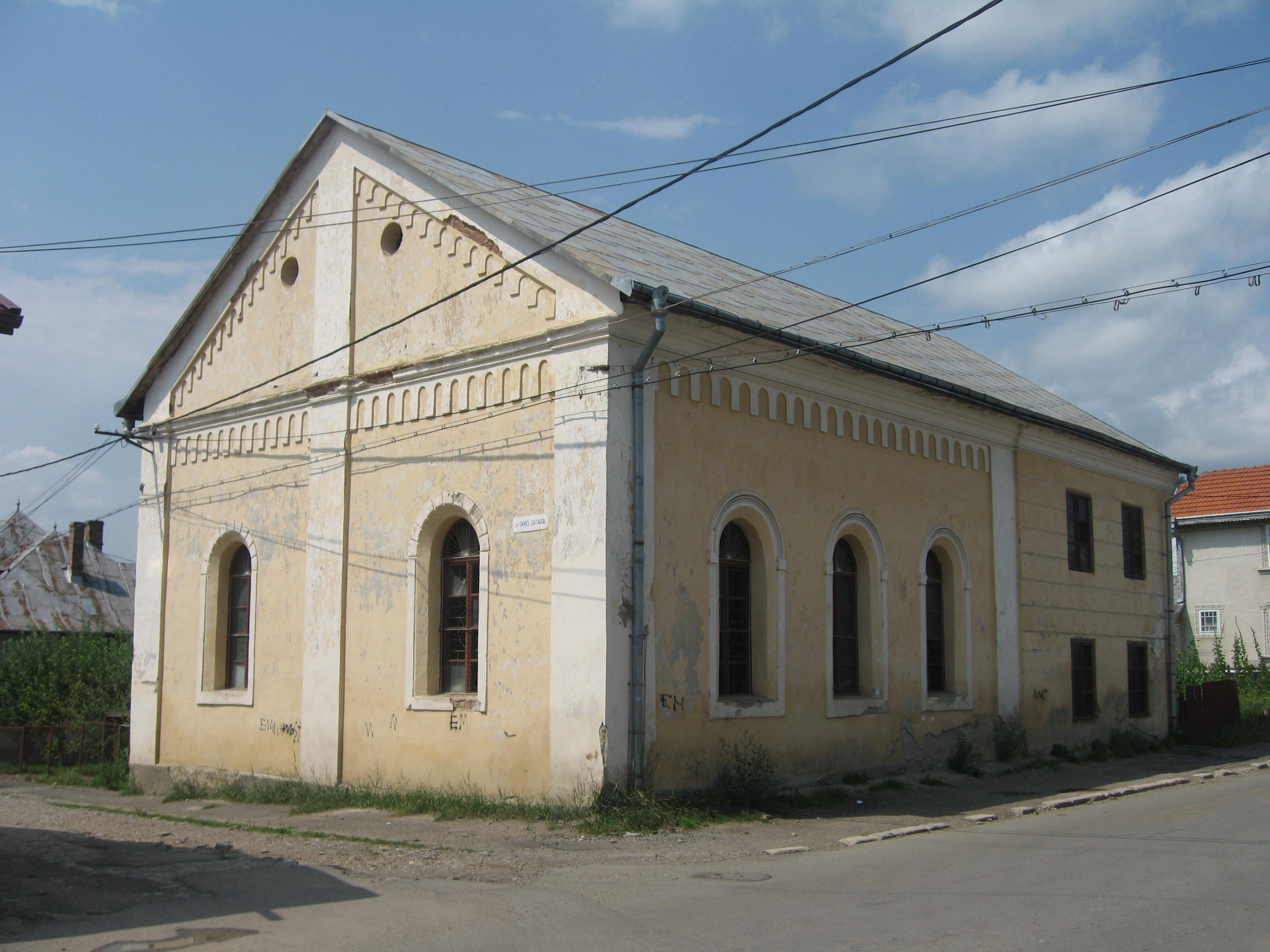
Sinagoga Mare din Gura Humorului

## Vezi și
- Lista cimitirelor evreiești din România
- Sinagoga Mare din Gura Humorului